# Чёрная собачья акула
Чёрная собачья акула (лат. Centroscyllium nigrum) — вид хрящевых рыб рода чёрных собачьих акул семейства Etmopteridae отряда катранообразных. Обитают в восточной части Тихого океана на глубине от 269 до 1143 м. Максимальный зарегистрированный размер составляет 50 см. У них коренастое тело чёрного цвета, у основания обоих спинных плавников имеются шипы. Анальный плавник отсутствует. Размножаются яйцеживорождением. Коммерческой ценности не имеют.

## Таксономия
Впервые вид научно описан в 1899 году американским натуралистом Самюэлем Гарманом. Для установления видовой идентичности экземпляров, пойманных у южного побережья Чили и в Магелланоовом проливе необходимо дальнейшее таксономическое рассмотрение. Видовое название происходит от слова лат. niger — «чёрный».

## Ареал
Чёрные собачьи акулы обитают в юго- и центрально-восточной части Тихого океана. Они встречаются у берегов Южной Калифорнии, Панамы, Кокосовых островов, Колумбии, Эквадора, Чили, Галапагосских островов и в Магеллановом проливе. Они попадаются на материковом и островном склоне на глубине от 400 до 1250 м. 

## Описание
У чёрных собачьих акул довольно плотное, вытянутое и слегка сжатое тело, длина рыла от кончика до рта равна приблизительно 2/3 расстояния от рта до основания грудных плавников. Максимальная зарегистрированная длина 50 см. Широкий рот образует арку. Крупные овальные глаза вытянуты по горизонтали. Позади глаз имеются брызгальца.
У основания обоих спинных плавников имеются рифлёные шипы. Спинные плавники приблизительно одного размера. Анальный плавник отсутствует. Хвостовой стебель короткий. Расстояние от основания второго спинного плавника до основания верхней лопасти хвостового плавника приблизительно равно дистанции между глазами и основанием грудных плавников. Бока покрыты плотно помаженными плакоидными чешуйками конической формы с крючком на конце. Окрас ровного чёрного цвета. Края плавников имеют белую окантовку.

## Биология
Эти акулы размножаются яйцеживорождением. В помёте до 7 детёнышей. Длина новорожденных 11—13 см. У них имеется внутренний желточный мешок. Самцы достигают половой зрелости при длин 35—43 см, а самки 43 см. Рацион состоит из глубоководных креветок, головоногих и небольших мезопелагических костистых рыб. Присутствие последних в рационе чёрных собачьих акул даёт основание предположить, что они совершают вертикальные миграции.

## Взаимодействие с человеком
Вид не представляет опасности для человека, не имеет коммерческой ценности. Изредка в качестве прилова попадает в коммерческие сети. Мясо этих акул не употребляют в пищу. Данных для оценки Международным союзом охраны природы статуса сохранности вида недостаточно.